# WebKit
WebKit là một engine trình duyệt nguồn mở cung cấp các thành phần cần thiết để xây dựng một trình duyệt web. WebKit được Apple Inc. chính thức nhận từ thư viện phần mềm KHTML của trình duyệt Konqueror để sử dụng như là một engine cho trình duyệt của hệ điều hành Mac OS X là Safari và được tiếp tục phát triển bởi dự án KDE, Apple, Nokia, Google, Torch Mobile và một số khác. Nó đã được chuyển thể sang rất nhiều nền tảng khác và bây giờ được dùng như là engine kết xuất của rất nhiều phần mềm khác nhau.  WebKit là nguồn mở; các thành phần WebCore và JavaScriptCore được sử dụng và được bảo hộ bởi giấy phép GNU Lesser General Public License, và cả bộ WebKit có thể sử dụng với giấy phép kiểu BSD.

## Lịch sử